# Woo Sang-hyeok
Woo Sang-hyuk (en coréen 우상혁, né le 23 avril 1996) est un athlète sud-coréen, spécialiste du saut en hauteur, champion du monde en salle en 2022.

## Biographie
Il porte son record de 2,35 m, franchi à Daegu le 13 octobre 2012, à 2,18 m à Yichun le 19 avril, puis à 2,20 mpour remporter le titre de champion du monde jeunesse à Donetsk en juillet 2013. Il termine second des championnats de Corée du Sud à Yeosu le 8 juin 2013 en 2,16 m. 
En 2014, il bat son record personnel à Eugene (Oregon) en 2,24 m pour remporter la médaille de bronze des championnats du monde juniors. Il égale son record le 10 juillet 2015 à Gwangju.
Le 10 juillet 2016, il porte son record à 2,29 m, minima olympique, à Osaka. Aux Jeux olympiques de Rio de Janeiro, il est éliminé dès les qualifications après trois échecs à 2,22 m.

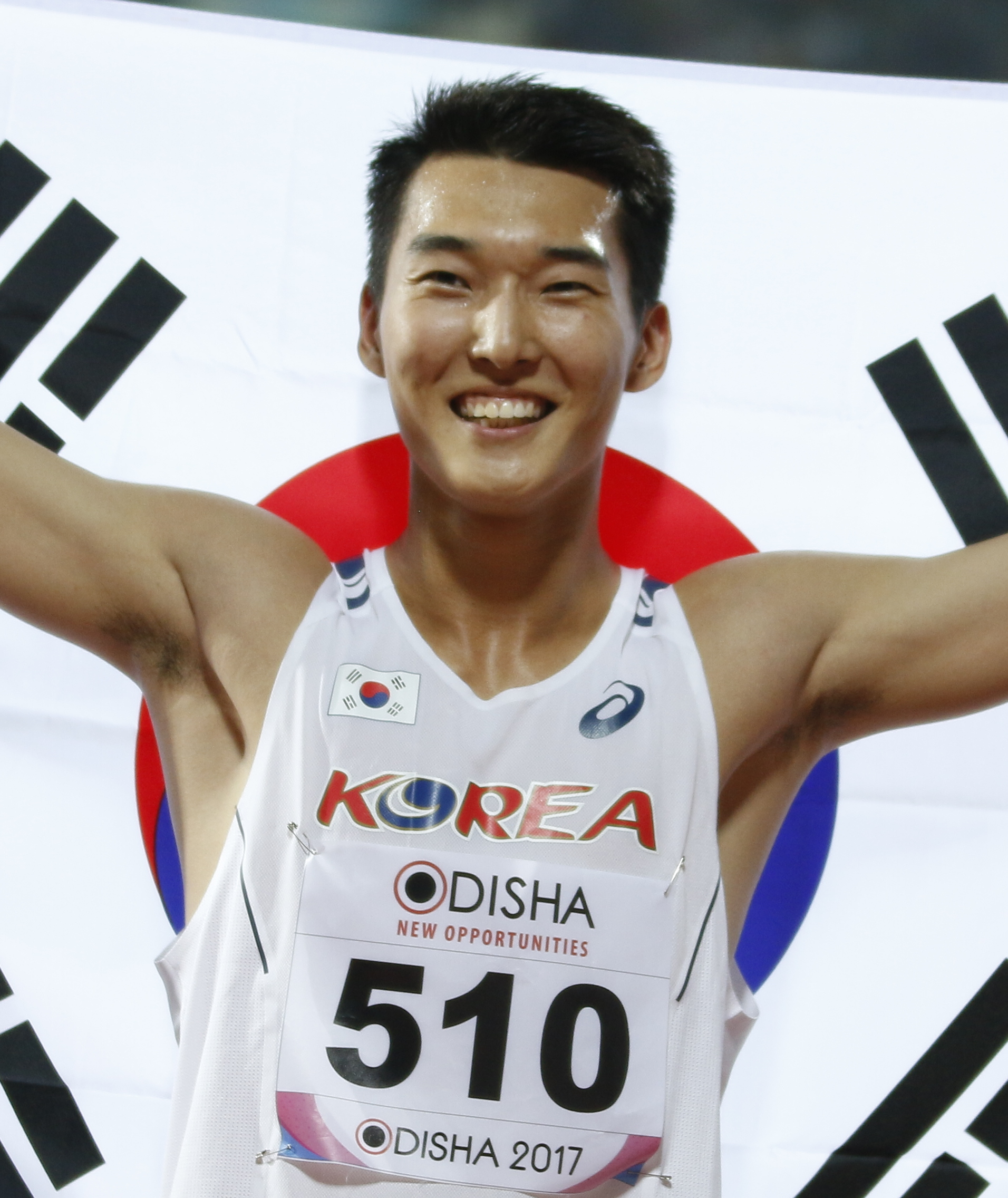
Woo Sang-hyeok lors des Championnats d'Asie 2017.

Il porte son record à 2,30 m le 4 juin 2017 à Gimcheon, puis le 8 juillet 2017, en égalant ce record au 3e essai, il remporte le titre asiatique à Bhubaneswar, en battant notamment Zhang Guowei, 2,28 m.
Le 28 juin 2018, il saute 2,28 m à Jeongseon-eup. Le 27 août, il égale cette marque en finale des Jeux asiatiques de Jakarta pour remporter la médaille d'argent, derrière Wang Yu (2,30 m).
Le 6 avril 2019, il franchit 2,24 m à Sydney mais il ne franchit que 2,19 m (7e ex æquo) le 24 avril lors des championnats d'Asie à Doha.
Il participe aux Jeux olympiques de 2020 se déroulant en 2021 à Tokyo. En finale, le 1er août 2021 il franchit 2,35 m à son premier essai et établit un nouveau record de Corée du Sud. Il échoue à la barre suivante et termine au pied du podium derrière les médaillés d'or Gianmarco Tamberi et Mutaz Essa Barshim et le médaillé de bronze Maksim Nedasekau.

### Champion du monde en salle (2022)

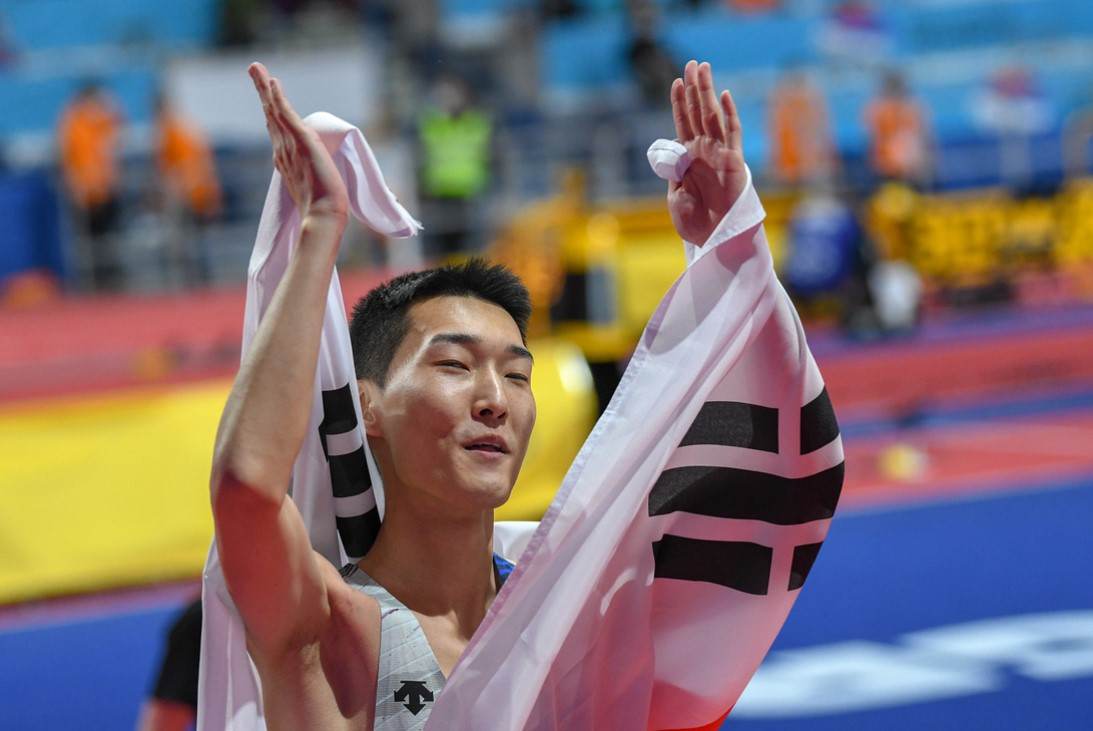
Woo Sang-hyeok lors des championnats du monde en salle 2022.

Le 5 février 2022 lors du meeting indoor d'Hustopeče, Woo Sang-hyeok établit la meilleure performance de sa carrière en franchissant une barre à 2,36 m, nouveau record national. Le 20 mars 2022, il remporte son plus grand titre international en s'imposant en finale des championnats du monde en salle à Belgrade. Il est le seul à franchir la barre de 2,34 m, et ce à sa première tentative, et devance sur le podium Loïc Gasch, Gianmarco Tamberi et Hamish Kerr. 
Il se classe deuxième des championnats du monde 2022 à Eugene, derrière Mutaz Essa Barshim, en établissant un nouveau record national avec 2,35 m.
En 2023 il remporte la finale de la Ligue de diamant en égalant son record national.
Il est nommé porte-drapeau de la délégation sud-coréenne aux Jeux olympiques d'été de 2024 à Paris en compagnie de la nageuse Kim Seo-yeong.

## Palmarès
| Date | Compétition                    | Lieu             | Résultat | Marque |
| ---- | ------------------------------ | ---------------- | -------- | ------ |
| 2013 | Championnats du monde cadets   | Donetsk          | 1er      | 2,20 m |
| 2014 | Championnats du monde juniors  | Eugene           | 3e       | 2,24 m |
| 2014 | Jeux asiatiques                | Incheon          | 10e      | 2,20 m |
| 2015 | Championnats d'Asie            | Wuhan            | 10e      | 2,10 m |
| 2016 | Championnats d'Asie en salle   | Doha             | 12e      | 2,10 m |
| 2016 | Jeux olympiques                | Rio de Janeiro   | qual.    | 2,26 m |
| 2017 | Championnats d'Asie            | Bhubaneswar      | 1er      | 2,30 m |
| 2017 | Universiade                    | Taipei           | 8e       | 2,20 m |
| 2018 | Jeux asiatiques                | Jakarta          | 2e       | 2,28 m |
| 2021 | Jeux olympiques                | Tokyo            | 4e       | 2,35 m |
| 2022 | Championnats du monde en salle | Belgrade         | 1er      | 2,34 m |
| 2022 | Championnats du monde          | Eugene           | 2e       | 2,35 m |
| 2023 | Championnats d'Asie en salle   | Astana           | 2e       | 2,24 m |
| 2023 | Championnats d'Asie            | Bangkok          | 1er      | 2,28 m |
| 2023 | Championnats du monde          | Budapest         | 6e       | 2,29 m |
| 2023 | Ligue de diamant               | Ligue de diamant | 1er      | 2,35 m |
| 2023 | Jeux asiatiques                | Hangzhou         | 2e       | 2,33 m |
| 2024 | Championnats du monde en salle | Glasgow          | 3e       | 2,28 m |
| 2024 | Jeux olympiques                | Paris            | 7e       | 2,27 m |
| 2025 | Championnats du monde en salle | Nankin           | 1er      | 2,31 m |

## Records
| Épreuve         | Épreuve   | Marque      | Lieu         | Date                                            |
| --------------- | --------- | ----------- | ------------ | ----------------------------------------------- |
| Saut en hauteur | Plein air | 2,35 m (NR) | Tokyo Eugene | 1er août 2021 18 juillet 2022 16 septembre 2023 |
| Saut en hauteur | En salle  | 2,36 m (NR) | Hustopeče    | 5 février 2022                                  |